# 林明子
林明子（日語：林明子，1945年3月20日—）是日本東京都豐島區出生的女性兒童繪本作家、繪本畫家。

## 經歷
自橫濱國立大學美術科畢業後，林明子首次接手兒童文學方面的事務是在1976年為小林實著作的繪本《紙飛機》裡提供插圖。
之後在1982年替松岡享子創作的繪本《我愛洗澡》上提供的插圖得到隔年的產經兒童出版文化美術獎而在1989年則以個人原創發表的繪本《阿秋和阿狐》得到了第21屆講談社出版文化獎的繪本獎。

## 評價
林明子在1977年為筒井賴子著作的繪本《第一次上街買東西》裡繪製的插圖，得到兒童文學家松居直「細膩地表現出給予人溫暖的感覺」的評價。。而吉卜力工作室的動畫導演宮崎駿在動畫雜誌《Animage》1983年8月刊裡與林明子的對談上，也推崇林明子在《第一次上街買東西》裡的表現。

## 受影響的動畫
吉卜力工作室在2002年發表的短篇動畫《可羅的大散步》裡，劇情中的小鎮背景風格、參考著林明子在繪本《第一次上街買東西》裡描繪的風格。

## 主要作品

### 個人創作繪本
- 1984年：第一次去露營
- 1986年：月亮晚上好
- 1986年：小鞋子走一走
- 1986年：小手手出來了
- 1986年：喝湯囉擦一擦
- 1989年：阿秋和阿狐
- 1997年：神奇畫具箱

### 繪本繪圖．小說插圖提供
- 1976年：紙飛機、小林實著作
- 1977年：第一次上街買東西、筒井賴子著作
- 1978年：森林裡的迷藏王、末吉曉子著作
- 1979年：今天是什麼日子、瀨田貞二著作
- 1981年：圓圓的野餐、筒井賴子著作
- 1982年：佳佳的妹妹不見了、筒井賴子著作
- 1982年：陀螺轉轉轉宮川著作
- 1982年：我愛洗澡、松岡享子著作
- 1985年：魔女宅急便系列第一集、角野榮子著作
- 2002年：七色山的祕密、征矢著作
- 2011年：娜娜的一天、神澤利子著作

## 外部連結
- 福音館出版社的林明子介紹網頁 （页面存档备份，存于）